# Tom O’Brien
Tom O’Brien (ur. 5 września 1974) – amerykański snowboardzista. Nie startował na igrzyskach olimpijskich. Na mistrzostwach świata jego najlepszym wynikiem jest 13. miejsce w gigancie na mistrzostwach w Lienzu. Najlepsze wyniki w Pucharze Świata osiągnął w sezonie 1995/1996, kiedy to zajął 25. miejsce w klasyfikacji generalnej.
W 1997 r. zakończył karierę.

## Sukcesy

### Mistrzostwa Świata
| Miejsce | Dzień       | Rok  | Miejscowość | Konkurencja       | Zwycięzca      |
| ------- | ----------- | ---- | ----------- | ----------------- | -------------- |
| 13.     | 27 stycznia | 1996 | Lienz       | Gigant            | Jeff Greenwood |
| 14.     | 28 stycznia | 1996 | Lienz       | Slalom równoległy | Ivo Rudiferia  |
| 27.     | 22 stycznia | 1997 | San Candido | Gigant            | Thomas Prugger |
| 15.     | 25 stycznia | 1997 | San Candido | Slalom równoległy | Mike Jacoby    |

### Puchar Świata

#### Miejsca w klasyfikacji generalnej
- 1995/1996 - 25.
- 1996/1997 - 48.

#### Miejsca na podium
1. San Candido – 21 stycznia 1996 (Slalom równoległy) - 3. miejsce
2. Calgary – 24 lutego 1996 (Slalom równoległy) - 3. miejsce
3. Morioka – 20 lutego 1997 (Slalom równoległy) - 2. miejsce